# Fuminori Nakamura
Fuminori Nakamura (?, 中村 文則, Nakamura Fuminori; Tōkai, 2 settembre 1977) è uno scrittore giapponese.

## Biografia
Nato a Tōkai nel 1977, vive e lavora a Tokyo con la moglie.
Dopo la laurea alla Fukushima University nel 2000 in sociologia, si è trasferito a Tokyo mantenendosi con svariati mestieri.
Ha esordito nel 2002 con il romanzo Jū ottenendo lo Shincho Prize for New Writers e in seguito pubblicato una quindicina di romanzi e quattro raccolte di racconti perlopiù appartenenti al genere noir e all'hard boiled molto apprezzati anche negli Stati Uniti.
Tra i numerosi riconoscimenti ottenuti si ricordano il Premio Akutagawa del 2005 per il romanzo Tsuchi no naka no kodomo e il prestigioso Ōe Kenzaburō Prize del 2010 per Tokyo noir, unico libro tradotto in italiano.

## Opere

### Romanzi
- Jū (2002)
- Shakō (2004)
- Akui no Shuki (2005)
- Tsuchi no naka no kodomo (2005)
- Saigo no Inochi (2007)
- Nani mo ka mo Yūutsuna Yoru ni (2009)
- Tokyo noir (Suri, 2009), Milano, Mondadori, 2015 traduzione di Gianluca Coci ISBN 978-88-04-64764-5.
- Aku to Kamen no Rūru (2010)
- Ōkoku (2011)
- Meikyū (2012)
- Kyonen no Fuyu, Kimi to Wakare (2013)
- Kyōdan X (2014)
- Anata ga Kieta Yoru ni  (2015)
- Watashi no Shōmetsu (2016)
- Aaru Teikoku (2017)

### Raccolte di racconti
- Tsuchi no Naka no Kodomo (2005)
- Sekai no Hate (2009)
- Madoi no Mori: 50 Stories (2012)
- A (2014)

## Adattamenti cinematografici
- Saigo no inochi, regia di Junpei Matsumoto (2014)
- Hee, regia di Kaori Momoi (2015)
- Aku to Kamen no Rule, regia di Teppei Nakamura (2018)
- Kyonen no fuyu, kimi to wakare, regia di Tomoyuki Takimoto (2018)

## Premi e riconoscimenti
- Shincho Prize for New Writers: 2002 vincitore con Jū
- Noma Literary New Face Prize: 2004 vincitore con Shakō
- Premio Akutagawa: 2005 vincitore con Tsuchi no naka no kodomo
- Ōe Kenzaburō Prize: 2010 vincitore con Tokyo noir